# Chris Pohl
Christian "Chris" Pohl (Berlín-Kreuzberg, 9 de febrero de 1972) es un músico alemán.
Es la cabeza pensante de varios proyectos; como: Blutengel, Terminal Choice, Tumor, Pain of Progress, Seelenkrank y Miss Construction. En cada uno de ellos mantiene un estilo diferente y único, logrando crear temas que hoy en día se han de considerar iconos dentro del género; así la variedad es bastante amplia, tomando como principal herramienta la Música electrónica con toques oscuros. 

## Discografía

### Terminal Choice
- Totes Fleisch (oct. 1995)
- In the Shadow of Death (abr. 1996)
- Khaosgott (abr. 1997)
- Totes Fleisch Remixes (ene. 1997)
- Navigator (may. 1998)
- Venus (may. 1999)
- Black Past (jun. 1999)
- No Chance (feb. 2000)
- Fading (mar. 2000)
- Ominous Future (mar. 2000)
- Animal (nov. 2000)
- In the Shadow of Death (nov. 2000), relanzamiento
- Khaosgott (Re-release) (nov. 2000)
- Collective Suicide (mar. 2002)
- Buried A-live (jun. 2002)
- Injustice (feb. 2003)
- Menschenbrecher (mar. 2003)
- Reloaded (dic. 2003)
- Don´t go (jun. 2006)
- New Born Enemies (jul. 2006)
- Keine Macht (nov. 2009)
- Übermacht (feb. 2010)

### Seelenkrank
- Silent Pleasures (oct. 1996)
- Engelsschrei (nov. 1997)
- Re-release beider Alben (2005)

### BlutEngel
- Child of Glass (abr. 1999)
- Bloody Pleasures (mar. 2001)
- Seelenschmerz (abr. 2001)
- Black Roses (dic. 2001)
- Vampire Romance Part I (ago. 2002)
- Angel Dust (sep. 2003)
- Forever (dic. 2003)
- Demon Kiss (abr. 2004)
- Mein Babylon (jun. 2004) en trabajo conjunto con Stendal Blast
- No Eternity (sep. 2004)
- Live Lines DVD (may. 2005)
- The oxidising Angel (nov. 2005)
- My Saviour (dic. 2006)
- Lucifer (jul. 2007)
- Labyrinth (sep. 2007)
- Winter of my life (nov. 2008)
- Schwarzes Eis (3CD) (feb. 2009)
- Soultaker (nov. 2009)
- Promised Land (2010)
- Reich Mir Die Hand (2011)
- Tränenherz (feb. 2011)
- Über Den Horizont (2011)
- Nachtbringer (nov. 2011)
- Save Our Souls (nov. 2012)
- You Walk Away (ene. 2013)
- Monument (feb. 2013)
- Kinder Dieser Stadt (jul. 2013)

### Tumor
- Neues Fleisch (1998)
- Neues Fleisch Operation 2 (oct. 1998)
- Seelenfresser (jul. 1999)
- Zombienation (jul. 2002)
- Killer Tekkkno EP (mar. 2005)
- Welcome Back, Asshole! (mar. 2005)

### Pain of Progress
- Weeping Song (feb. 2002)
- Frozen Pain (sep. 2002)

### Miss Construction
- Kunstprodukt (abr. 2008)

- Datos: Q320325
- Multimedia: Chris Pohl / Q320325